# Caucs
|  | No s'ha de confondre amb Cauci. |

Els caucs o xaucs (en llatí chauci o cauchi, o també cauci, en grec antic Καῦχοι, Καῦκοι), coneguts també com a curs (cursi), eren una tribu germànica que vivia a l'est dels frisis o frisons entre els rius Ems i Elba, limitant a l'orient amb els saxons, al nord-oest amb els longobards i al nord amb els angrivaris, i ocupaven el país d'Oldenburg i Hannover. El riu Visurgis els dividia en dos grups, majors i menors (a l'oest i a l'est).
Tàcit diu que eren la tribu més il·lustre dels germànics, i que es distingien pel seu amor a la justícia i a la pau, i pel seu valor quan feia falta. Plini el Vell, que havia viatjat fins al seu país, diu que eren pobres i que el territori patia sovint les inundacions de la mar, cosa que els obligava a construir els seus habitacles sobre altes plataformes i a pujar a les muntanyes. Es distingien com a navegants, i també com a pirates. Feien incursions a les costes de la Gàl·lia.
Tiberi els va sotmetre al mateix temps que als frisons i per un temps van ser fidels aliats dels romans però després es van revoltar per la insolència que els mostraven i van expulsar els romans del seu territori. Gabinius Secundus els va causar alguna derrota però no els va poder sotmetre. Gneu Domici Corbuló, nomenat per Claudi comandant de l'exèrcit de Germània, va continuar la guerra contra ells, però sense èxit. Possiblement després es van aliar amb Roma fins al segle II, en temps de Didi Julià, quan segurament aliats als marcomans, van envair la Gàl·lia (el territori dels bataus). Quan avançaven els saxons cap a l'oest, es van confederar amb ells i durant el segle iii van perdre la seva personalitat per a confondre's en la nació saxona.